# Diecezja szanghajska
Diecezja szanghajska (łac. Dioecesis Sciamhaevensis, chiń. 天主教上海教区) – rzymskokatolicka diecezja ze stolicą w Szanghaju, w Chińskiej Republice Ludowej. Diecezja jest sufraganią archidiecezji nankińskiej.
Mimo iż Szanghaj jest największym miastem Chin, diecezja szanghajska podlega władzy metropolitów z Nankinu. Spowodowane jest to tym, że od przejęcia rządów w Chinach kontynentalnych przez komunistów nie zmieniano podziału administracyjnego Kościoła katolickiego w tym państwie.
Na terenie diecezji znajduje się Bazylika Matki Bożej Wspomożycielki Wiernych na Sheshan – ośrodek pielgrzymkowy katolików chińskich.

## Historia
13 grudnia 1933 erygowano wikariat apostolski Szanghaju. Tereny nowej administratury kościelnej należały wcześniej do wikariatu apostolskiego Nankinu.
W wyniku reorganizacji chińskich struktur kościelnych 11 kwietnia 1946 wikariat apostolski Szanghaju podniesiono do godności diecezji.
9 czerwca 1949 z biskupstwa szanghajskiego wydzielono nowe jednostki kościelne. Były to:
- diecezja Suzhou
- prefektura apostolska Haizhou
- prefektura apostolska Yangzhou.

Z 1950 pochodzą ostatnie pełne, oficjalne kościelne statystyki. Diecezja szanghajska liczyła wtedy:
- 195 księży (78 diecezjalnych i 117 zakonnych)
- 226 zakonników i 690 sióstr zakonnych.

Od zwycięstwa komunistów w chińskiej wojnie domowej w 1949 diecezja, podobnie jak cały prześladowany Kościół katolicki w Chinach, nie może normalnie działać. 15 lipca 1950 biskupem został Ignatius Kung Pin-mei. Oprócz posługi w Szanghaju pełnił również funkcje administratora apostolskiego diecezji Suzhou (poprzednia diecezja Kung Pin-mei) i archidiecezji nankińskiej (której arcybiskup Paul Yü Pin został usunięty przez nowe władze). 8 września 1955 Ignatius Kung Pin-mei został aresztowany wraz z innymi kapłanami oraz świeckimi, uwięziony, a po pięciu latach skazany na dożywocie za zdradę stanu. W więzieniu przebywał do lipca 1985, a następnie do 6 stycznia 1988 w areszcie domowym. Nigdy nie wyrzekł się wierności papieżowi i nie przystąpił do Patriotycznego Stowarzyszenia Katolików Chińskich co mogło zapewnić mu wolność. 30 czerwca 1979 Jan Paweł II wyniósł go in pectore do godności kardynalskiej (jego nazwisko ujawniono na konsystorzu w 1991). W 1988, z pozwoleniem władz, wyemigrował do Stanów Zjednoczonych.
27 lutego 1985 potajemnie sakrę biskupią przyjął Joseph Fan Zhongliang SI, kapłan Kościoła podziemnego. Zarządzał on diecezją szanghajską w zastępstwie kard. Kung Pin-mei, aż do jego śmierci 12 marca 2000, gdy to jako koadiutor został kolejnym biskupem szanghajskim i administratorem apostolskim w Nankinie.
Jednocześnie od 1960 urząd biskupa Szanghaju sprawują, z polecenia Komunistycznej Partii Chin, księża Patriotycznego Stowarzyszenia Katolików Chińskich. W 2000 koncesjonowany przez władze biskup - Aloysius Jin Luxian pojednał się z papieżem i został koadiutorem bp. Josepha Fan Zhonglianga. Z powodu choroby Fan Zhonglianga diecezją, do swojej śmierci w 2013, zarządzał de facto Jin Luxian. 28 czerwca 2005 Joseph Xing Wenshi został biskupem koadiutorem szanghajskim. Na akt ten uzyskał zgodę zarówno Stolicy Apostolskiej jak i chińskiego rządu. Miał objąć on rządy w diecezji po śmierci obu dotychczasowych hierarchów.
4 kwietnia 2023 biskupem ordynariuszem Szanghaju został bez zgody Stolicy Apostolskiej Joseph Shen Bin. 15 lipca 2023 również papież Franciszek mianował go ordynariuszem tejże diecezji.

## Ordynariusze szanghajscy
Biskupem diecezjalnym jest Joseph Shen Bin.
Koadiutorem jest Joseph Xing Wenshi.
Biskupem pomocniczym jest Thaddeus Ma Daqin.